# Windows Server 2003
A Microsoft Windows Server 2003 ("NT 5.2") új az előd Windows 2000 Server jelentősen átdolgozott kiadása a Microsoft Corporation által létrehozott Windows NT termékcsaládnak. A terméket a Microsoft elsősorban vállalati kiszolgálónak szánta, a négy verziót Web Edition, Standard Edition, Enterprise Edition, Datacenter Edition 2003 április 24-én mutatta be a nagyközönségnek. A Microsoft Corporation kiadta a termék frissített verzióját, Windows Server 2003 R2 néven (egyúttal a régi verzió megkapta az R1 jelölést). A frissített verzió 2005 december 6-án került a boltokba.
A Microsoft Windows Server 2003 operációs rendszerére használatos még a Win2K3 elnevezés.

## Leírás
A Windows Server 2003 a következőkben változott az előd Windows 2000 Server verzióhoz képest.
- Megjelent a 802.1x támogatás, és ezzel együtt a teljes 802.1x-alapú hálózati infrastruktúra termékeinek támogatása (hozzáférési pontok, kapcsolók stb.)
- Már lehet a megnyitott fájlokról mentést készíteni (backup)
- Megjelent a "Shadow Copy" funkció.
- Natív módon támogatott NUMA (Non-Uniform Memory Access) és Hyper-threading.
- Natív módon támogatott PAE.
- Natív módon támogatott No Execute (NX) bit.
- Megjelent a Hot Add Memory eszköz.
- Megjelent a .NET 2.0 -keretrendszer.
- Bevezetésre került az automatikus konfigurálás funkció.
- Megjelent a UDDI szolgáltatás.
- Megjelent a "network bridge" .
- Natív módon támogatott DSL technológiák.
- Új DNS és NetBIOS
- Megjelent a "Internet Connection Firewall" beépített tűzfal szolgáltatás.
- Ezen túl átnevezhető az Active Directory
- Tranzitív kapcsolat az Active Directory-val.
- Javított fájl megosztás
- Megjelent a Windows Media Server
- Megjelent a Internet Information Server (IIS) 6.0
- Natív módon támogatott 64 bites technológiák AMD64 és Intel EM64T egyaránt (frissített R2 esetén).
- Megjelent az Windows System Resource Manager (WSRM)
- Megjelent a certificate services (tanúsítvány szolgáltató)
- Tovább fejlesztett Message Queuing
- Tovább fejlesztett Group Policy (csoport házirend)
- Megjelent a Provides a backup system így már bármikor visszaállítható az elveszett, vagy sérült fájl
- Tovább fejlesztett scripting és parancssori eszközök.
- Megjelent a hardware alapú "watchdog timer"
- Megjelent a Automated System Recovery (ASR)
- Tovább fejlesztett Microsoft Cluster Server (MSCS)
- Támogatott SAN és iSCSI
- Támogatott Distributed File System (DFS)
- Támogatott Virtual Disc Service
- Kiterjesztett Software és Hardware RAID
- Támogatott Multi Path IO (MPIO)
- Támogatott IPv6
- Támogatott Data Execution Prevention (DEP)
- Előtelepített Windows Media Player 10

## Futtató környezet
A kiszolgáló (Server) támogatja az Intel x86, X64 (AMD64 és Intel EM64T utasításkészletű processzorok esetében) valamint az Intel 64-Bit Itanium architektúrát egyaránt. A rendszer felépítése mikro-kernel alapú, és támogatja a Intel 64-Bit processzorcsaládot, ami Enterprise Server esetében a minimális processzor igény 733 MHz és maximum 8 processzort, Datacenter Server esetében a minimális processzor igény 733 MHz és maximum 64 processzort jelent. A memóriával szemben támasztott minimális 1 GB (1024 MB) és maximális 1TB (1024 GB) mindkettő verzió esetében azonos.
|                       | Processzor | Processzor | Processzor | Memória   | Memória  | Memória |
|                       | Minimális  | Ajánlott   | Maximum    | Minimális | Ajánlott | Maximum |
| --------------------- | ---------- | ---------- | ---------- | --------- | -------- | ------- |
| Web Edition           | 133 MHz    | 550 MHz    | 2 db       | 128 MB    | 256 MB   | 2 GB    |
| Standard Edition      | 133 MHz    | 550 MHz    | 4 db       | 128 MB    | 256 MB   | 4 GB    |
| Standard Edition 64   | 1,4 GHz    | 2,2 GHz    | 4 db       | 512 MB    | 1024 MB  | 4 GB    |
| Enterprise Edition    | 133 MHz    | 550 MHz    | 8 db       | 128 MB    | 256 MB   | 32 GB   |
| Enterprise Edition 64 | 1.4 GHz    | 2.2 GHz    | 8 db       | 1024 MB   | 2048 MB  | 1024 GB |
| Datacenter Edition    | 400 MHz    | 550 MHz    | 32 db      | 512 MB    | 1024 MB  | 128 GB  |
| Datacenter Edition 64 | 1,4 GHz    | 2,2 GHz    | 64 db      | 1024 MB   | 2048 MB  | 1024 GB |

## Javítócsomagok
| Javítócsomag             | Kiadás dátuma     |
| ------------------------ | ----------------- |
| Alap Windows 2003 kiadás | 2003. április 24  |
| Service Pack 1 (SP1)     | 2005. március 30. |
| Windows 2003 x64 (SP1)   | 2005. április 25. |
| Service Pack 2 (SP2)     | 2007. március 13. |